# Serie A2 2020-2021 (pallamano maschile)
La Serie A2 2020-2021 è stata la 51ª edizione del secondo massimo torneo di pallamano maschile in Italia.

## Avvenimenti
Per il terzo anno consecutivo la FIGH ha accettato la richiesta da parte della società austriaca dell'Innsbruck Tirol di partecipare al campionato. Gli austriaci sono fuori classifica. 

A partecipare al campionato vi è anche la seconda squadra del Cassano Magnago Handball Club che però non può essere promossa in Serie A vista la concomitante partecipazione della prima squadra al massimo campionato.
A causa della pandemia di COVID-19 avvenuta durante la stagione precedente, nessuna squadra è stata promossa dalla Serie B. Nonostante ciò sono state accettate le richieste di ripescaggio dalla Serie B per Aretusa, Carpi, Crazy Reusia, Follonica, Haenna, Il Giovinetto, Lanzara e Messina; dalla Serie A-1ª D.N. il Cologne.
Con il consiglio federale tenutosi il 15 luglio viene ufficializzata la composizione dei gironi, dove vengono comunicate le rinunce di: SSV Taufers nel girone A, Poggibonsese nel girone B, Putignano e Aretusa nel girone C. 
Il 28 luglio viene accettata, anche se in ritardo, l'iscrizione della Pallamano Romagna, che al termine ultimo delle iscrizioni fissato al 6 luglio non aveva fatto pervenire la documentazione richiesta. 
Il 30 luglio vengono ufficializzati i calendari.
Il 16 novembre viene disposto dalla FIGH un nuovo protocollo sanitario che prevede un monitoramento dei contagi attraverso tamponi rapidi da effettuare prima e dopo le partite; inoltre i giorni A e B subiscono uno stop di tre settimane, con il ritorno in campo fissato per il 12 dicembre; per quanto riguarda il girone C, il rientro in campo è previsto per il 16 gennaio 2021.
L'11 dicembre la Fiorentina, squadra partecipante al Girone B, rinuncia ufficialmente alla partecipazione e alla continuazione del campionato.
L'11 gennaio la Pallamano Tavarnelle, squadra partecipante al Girone B, rinuncia alla partecipazione e alla continuazione del campionato.

## Formula

### Stagione regolare
Il campionato si svolge tra 38 squadre divise in tre gironi che si affrontano, in una fase iniziale, con la formula del girone all'italiana con partite di andata e ritorno.
Per ogni incontro i punti assegnati in classifica sono così determinati:
- due punti per la squadra che vinca l'incontro;
- un punto per il pareggio;
- zero punti per la squadra che perda l'incontro.

### Final6 Promozione e Coppa Italia
Alle Final6 Promozione si qualificano le squadre classificate al 1º e 2º dei rispettivi gironi.
Al termine delle Final6 le prime due squadre qualificate vengono promosse in Serie A - 1ª Divisione Nazionale, mentre la prima classificata viene proclamata vincitrice della Coppa Italia di Serie A2.

### Retrocessioni
Le squadre classificate agli ultimi tre posti dei gironi A e B e le ultime due classificate del girone C vengono retrocesse in Serie B.

## Girone A

### Squadre partecipanti
| Squadra           | Città                      | Allenatore                                         | Palasport                  | Stagione precedente         |
| ----------------- | -------------------------- | -------------------------------------------------- | -------------------------- | --------------------------- |
| Cassano Magnago B | Cassano Magnago (VA)       | Davide Kolec                                       | PalaTacca                  | 8º posto Girone A           |
| Cologne           | Cologne (BS)               | Adnan Hozić                                        | PalaDante                  | 14º posto in Serie A-1ªD.N. |
| Crenna            | Gallarate (VA)             | Filiberto Kokuca                                   | Palestra Comunale          | 11º posto Girone A          |
| Emmeti            | Camisano Vicentino (VI)    | Dragan Raijć                                       | PalaStadio                 | 4º posto Girone A           |
| Ferrara United    | Ferrara                    | Antonj Laera                                       | Palaboschetto              | 9º posto Girone A           |
| Leno              | Leno (BS)                  | Obrad Rokvić                                       | Handball Arena             | 12º posto Girone A          |
| Malo              | Malo (VI)                  | Mario Murino                                       | PalaDeledda                | 5º posto Girone A           |
| Mezzocorona       | Mezzocorona (TN)           | Luigi Agostini                                     | PalaFornai                 | 7º posto Girone A           |
| Oderzo            | Oderzo (TV)                | Milivoje Brakočević(1ª-6ª) Neven Andreašić(7ª-26ª) | PalaMasotti PalaOpitergium | 6º posto Girone A           |
| Romagna           | Faenza (RA)                | Domenico Tassinari                                 | PalaCattani                | 6º posto Girone B           |
| San Vito          | San Vito di Leguzzano (VI) | Roberto Stedile                                    | Pala San Vito              | 14º posto Girone A          |
| Tirol             | Innsbruck (AUT)            | Klaus Hagleitner                                   | OstHalle Schwaz            | 1º posto Girone A           |
| Torri             | Torri di Quartesolo (VI)   | Robert Havliček                                    | PalaVillanova              | 3º posto Girone A           |
| Vigasio           | Vigasio (VR)               | Lucio Ribaudo                                      | Palasport Via Alzeri       | 13º posto Girone A          |

### Risultati
| Andata       | Andata | 1ª/14ª giornata            | Ritorno | Ritorno    |  |
|              |        |                            |         |            |  |
| 19 settembre | 25-23  | Vigasio - San Vito         | 21-27   | 30 gennaio |  |
| 19 settembre | 35-17  | Cologne - Oderzo           | 23-13   | 30 gennaio |  |
| 19 settembre | 21-18  | Romagna - Leno             | 24-23   | 30 gennaio |  |
| 19 settembre | 22-24  | C. Magnago B - Ferrara Utd | 24-20   | 30 gennaio |  |
| 19 settembre | 26-24  | Malo - Mezzocorona         | 30-18   | 30 gennaio |  |
| 19 settembre | 29-21  | Torri - Crenna             | 20-19   | 30 gennaio |  |
| 19 settembre | 20-26  | Emmeti - Tirol             | 26-23   | 31 gen.    |  |

| Andata       | Andata | 2ª/15ª giornata            | Ritorno | Ritorno    |  |
|              |        |                            |         |            |  |
| 26 settembre | 33-18  | Tirol - Torri              | 27-29   | 6 feb.     |  |
| 26 settembre | 15-23  | Mezzocorona - C. Magnago B | 21-22   | 7 feb.     |  |
| 26 settembre | 20-25  | Ferrara Utd - Romagna      | 23-21   | 6 febbraio |  |
| 26 settembre | 0-5    | Oderzo - Vigasio           | 16-19   | 6 febbraio |  |
| 26 settembre | 29-22  | San Vito - Emmeti          | 22-24   | 6 febbraio |  |
| 26 settembre | 19-20  | Crenna - Malo              | 21-23   | 6 febbraio |  |
| 26 settembre | 22-24  | Leno - Cologne             | 18-23   | 6 febbraio |  |

| Andata    | Andata | 3ª/16ª giornata       | Ritorno | Ritorno  |
|           |        |                       |         |          |
| 3 ottobre | 36-28  | Cologne - Ferrara Utd | 22-17   | 20 feb.  |
| 3 ottobre | 29-23  | Romagna - Mezzocorona | 23-24   | 20 feb.  |
| 3 ottobre | 35-31  | Leno - Oderzo         | 32-22   | 21 marzo |
| 3 ottobre | 16-22  | C. Magnago B - Crenna | 20-27   | 20 feb.  |
| 3 ottobre | 24-21  | Malo - Tirol          | 21-20   | 21 feb.  |
| 3 ottobre | 25-22  | Torri - San Vito      | 25-21   | 20 feb.  |
| 3 ottobre | 20-22  | Emmeti - Vigasio      | 31-25   | 20 feb.  |

| Andata     | Andata | 4ª/17ª giornata       | Ritorno | Ritorno  |  |
|            |        |                       |         |          |  |
| 10 ottobre | 33-21  | Tirol - C. Magnago B  | 20-26   | 28 feb.  |  |
| 10 ottobre | 21-21  | Mezzocorona - Cologne | 16-27   | 27 feb.  |  |
| 11 nov.    | 28-22  | Ferrara Utd - Leno    | 22-21   | 28 feb.  |  |
| 10 ottobre | 28-26  | Oderzo - Emmeti       | 22-32   | 13 marzo |  |
| 10 ottobre | 13-24  | San Vito - Malo       | 20-30   | 27 feb.  |  |
| 10 ottobre | 30-19  | Crenna - Romagna      | 24-26   | 1 maggio |  |
| 10 ottobre | 24-26  | Vigasio - Torri       | 25-24   | 27 feb.  |  |

| Andata     | Andata | 5ª/18ª giornata         | Ritorno | Ritorno   |
|            |        |                         |         |           |
| 17 ottobre | 26-23  | Ferrara Utd - Oderzo    | 28-23   | 6 marzo   |
| 17 ottobre | 18-20  | Cologne - Crenna        | 29-24   | 21 aprile |
| 17 ottobre | 25-32  | Romagna - Tirol         | 17-28   | 14 marzo  |
| 17 ottobre | 32-21  | C. Magnago B - San Vito | 30-24   | 7 marzo   |
| 17 ottobre | 29-21  | Leno - Mezzocorona      | 23-23   | 6 marzo   |
| 17 ottobre | 29-19  | Torri - Emmeti          | 24-34   | 29 aprile |
| 17 ottobre | 27-18  | Malo - Vigasio          | 33-23   | 6 marzo   |

| Andata     | Andata | 6ª/19ª giornata           | Ritorno | Ritorno   |
|            |        |                           |         |           |
| 24 ottobre | 21-16  | Tirol - Cologne           | 30-22   | 20 marzo  |
| 5 dic.     | 21-31  | Vigasio - C. Magnago B    | 24-26   | 20 marzo  |
| 28 nov.    | 23-26  | San Vito - Romagna        | 29-27   | 4 maggio  |
| 24 ottobre | 27-36  | Oderzo - Torri            | 24-32   | 14 aprile |
| 24 ottobre | 19-33  | Emmeti - Malo             | 32-30   | 20 marzo  |
| 7 novembre | 24-25  | Mezzocorona - Ferrara Utd | 23-30   | 20 marzo  |
| 7 novembre | 25-19  | Crenna - Leno             | 23-20   | 5 maggio  |

| Andata     | Andata | 7ª/20ª giornata       | Ritorno | Ritorno   |  |
|            |        |                       |         |           |  |
| 31 ottobre | 17-20  | Ferrara Utd - Crenna  | 21-26   | 28 aprile |  |
| 5 dic.     | 22-20  | Cologne – San Vito    | 26-20   | 27 marzo  |  |
| 31 ottobre | 30-20  | Romagna - Vigasio     | 20-18   | 21 aprile |  |
| 31 ottobre | 24-23  | C. Magnago B - Emmeti | 22-29   | 27 marzo  |  |
| 31 ottobre | 21-32  | Leno - Tirol          | 17-33   | 27 marzo  |  |
| 31 ottobre | 27-28  | Mezzocorona - Oderzo  | 20-22   | 27 marzo  |  |
| 28 nov.    | 21-20  | Malo - Torri          | 30-24   | 21 aprile |  |

| Andata      | Andata | 8ª/21ª giornata      | Ritorno | Ritorno  |
|             |        |                      |         |          |
| 27 gen.     | 26-18  | Tirol – Ferrara Utd  | 26-21   | 3 aprile |
| 14 novembre | 34-16  | Crenna - Mezzocorona | 23-23   | 3 aprile |
| 14 novembre | 24-23  | San Vito - Leno      | 22-27   | 3 aprile |
| 14 novembre | 25-35  | Oderzo - Malo        | 23-31   | 3 aprile |
| 5 dic.      | 24-24  | Emmeti - Romagna     | 30-28   | 3 aprile |
| 8 dic.      | 24-23  | Torri - C. Magnago B | 15-21   | 3 aprile |
| 16 dic.     | 20-25  | Vigasio - Cologne    | 30-34   | 3 aprile |

| Andata    | Andata | 9ª/22ª giornata        | Ritorno | Ritorno   |
|           |        |                        |         |           |
| 9 gennaio | 38-26  | Ferrara Utd - San Vito | 23-21   | 11 aprile |
| 9 gennaio | 20-20  | Cologne - Emmeti       | 27-32   | 10 aprile |
| 9 gennaio | 23-37  | Mezzocorona - Tirol    | 22-38   | 11 aprile |
| 10 gen.   | 28-29  | C. Magnago B - Malo    | 21-30   | 10 aprile |
| 10 gen.   | 28-24  | Leno - Vigasio         | 24-24   | 10 aprile |
| 9 gennaio | 27-30  | Romagna - Torri        | 20-33   | 10 aprile |
| 9 gennaio | 29-24  | Crenna - Oderzo        | 22-20   | 10 aprile |

| Andata     | Andata | 10ª/23ª giornata       | Ritorno | Ritorno   |
|            |        |                        |         |           |
| 16 gennaio | 29-25  | Tirol - Crenna         | 28-18   | 17 aprile |
| 16 gennaio | 25-24  | San Vito - Mezzocorona | 24-22   | 17 aprile |
| 16 gennaio | 31-23  | Malo - Romagna         | 24-25   | 17 aprile |
| 16 gennaio | 26-24  | Torri - Cologne        | 24-24   | 17 aprile |
| 16 gennaio | 30-29  | Emmeti - Leno          | 32-16   | 17 aprile |
| 16 gennaio | 18-23  | Oderzo - C. Magnago B  | 15-21   | 18 aprile |
| 16 gennaio | 21-20  | Vigasio - Ferrara Utd  | 21-27   | 17 aprile |

| Andata     | Andata | 11ª/24ª giornata       | Ritorno | Ritorno   |
|            |        |                        |         |           |
| 23 gennaio | 25-25  | Ferrara Utd - Emmeti   | 24-26   | 24 aprile |
| 23 gennaio | 18-24  | Cologne - Malo         | 26-27   | 24 aprile |
| 23 gennaio | 28-28  | Romagna – C. Magnago B | 25-21   | 19 maggio |
| 23 gennaio | 33-20  | Crenna - San Vito      | 24-31   | 24 aprile |
| 24 gen.    | 22-23  | Leno - Torri           | 23-27   | 24 aprile |
| 23 gen.    | 38-18  | Tirol - Oderzo         | 37-24   | 16 maggio |
| 23 gen.    | 24-17  | Mezzocorona - Vigasio  | 17-22   | 24 aprile |

| Andata      | Andata | 12ª/25ª giornata       | Ritorno | Ritorno   |
|             |        |                        |         |           |
| 12 dicembre | 21-23  | C. Magnago B - Cologne | 22-24   | 12 maggio |
| 12 dicembre | 21-18  | Torri - Ferrara Utd    | 30-31   | 9 maggio  |
| 12 dicembre | 28-31  | San Vito - Tirol       | 20-34   | 8 maggio  |
| 12 dicembre | 27-16  | Romagna - Oderzo       | 22-18   | 8 maggio  |
| 12 dicembre | 23-24  | Emmeti - Mezzocorona   | 27-26   | 8 maggio  |
| 12 dicembre | 18-22  | Vigasio - Crenna       | 20-24   | 8 maggio  |
| 12 dicembre | 33-26  | Malo - Leno            | 23-22   | 8 maggio  |

| Andata      | Andata | 13ª/26ª giornata    | Ritorno | Ritorno   |
|             |        |                     |         |           |
| 19 dicembre | 23-30  | Ferrara Utd - Malo  | 29-26   | 15 maggio |
| 19 dicembre | 22-25  | Cologne - Romagna   | 19-24   | 15 maggio |
| 19 dicembre | 23-15  | Tirol - Vigasio     | 23-25   | 15 maggio |
| 19 dicembre | 26-21  | Leno - C. Magnago B | 19-19   | 16 maggio |
| 19 dicembre | 24-26  | Mezzocorona - Torri | 25-25   | 15 maggio |
| 19 dicembre | 33-24  | Crenna - Emmeti     | 21-26   | 15 maggio |
| 19 dicembre | 22-25  | Oderzo – San Vito   | 19-24   | 15 maggio |

### Classifica
|  | Pos. | Squadra           | Pt | G  | V  | N | S  | GF  | GS  | D    | Note             |
|  | ---- | ----------------- | -- | -- | -- | - | -- | --- | --- | ---- | ---------------- |
|  | 1.   | Malo              | 46 | 26 | 23 | 0 | 3  | 715 | 581 | +134 | Playoff          |
|  | 2.   | Tirol             | 40 | 26 | 20 | 0 | 6  | 749 | 560 | +189 | Fuori classifica |
|  | 3.   | Torri             | 36 | 26 | 17 | 2 | 7  | 665 | 629 | +36  | Playoff          |
|  | 4.   | Crenna            | 31 | 26 | 15 | 1 | 10 | 629 | 576 | +53  |                  |
|  | 5.   | Cologne           | 31 | 26 | 14 | 3 | 9  | 630 | 582 | +48  |                  |
|  | 6.   | Emmeti            | 31 | 26 | 14 | 3 | 9  | 676 | 656 | +15  |                  |
|  | 7.   | Romagna           | 30 | 26 | 14 | 2 | 10 | 631 | 631 | +0   |                  |
|  | 8.   | Ferrara United    | 27 | 26 | 13 | 1 | 12 | 626 | 631 | -5   |                  |
|  | 9.   | Cassano Magnago B | 26 | 26 | 12 | 2 | 12 | 609 | 601 | +8   |                  |
|  | 10.  | San Vito          | 18 | 26 | 9  | 0 | 17 | 604 | 679 | -75  |                  |
|  | 11.  | Vigasio           | 17 | 26 | 8  | 1 | 17 | 547 | 625 | -78  |                  |
|  | 12.  | Leno              | 15 | 26 | 6  | 3 | 17 | 605 | 654 | -49  | Retrocessione    |
|  | 13.  | Mezzocorona       | 10 | 26 | 3  | 4 | 19 | 570 | 679 | -109 | Retrocessione    |
|  | 14.  | Oderzo            | 6  | 26 | 3  | 0 | 23 | 538 | 710 | -172 | Retrocessione    |

## Girone B

### Squadre partecipanti
| Squadra         | Città                       | Allenatore                                            | Palasport               | Stagione precedente          |
| --------------- | --------------------------- | ----------------------------------------------------- | ----------------------- | ---------------------------- |
| Ambra           | Poggio a Caiano (PO)        | Sergio Cavicchiolo(1ª-7ª) Daniele Della Rocca(8ª-22ª) | PalaPacetti             | 7º posto Girone B            |
| Bologna United  | Bologna                     | Mattia Melis                                          | Palestra "V. Moratello" | 3º posto Girone B            |
| Camerano        | Camerano (AN)               | Davide Campana                                        | Palasport "D. Principi" | 9º posto Girone B            |
| Carpi           | Carpi (MO)                  | Davide Serafini                                       | PalaVallauri            | 1º posto in Serie B Girone C |
| Chiaravalle     | Chiaravalle (AN)            | Albano Cocilova                                       | Palasport Via Firenze   | 14º posto Girone B           |
| Fiorentina      | Borgo San Lorenzo (FI)      | Claudio Romei                                         | Palasport "G. Cipriani" | 11º posto Girone B           |
| Follonica       | Follonica (GR)              | Matteo Pesci                                          | PalaGolfo               | 1º posto in Serie B Girone D |
| Nuoro           | Nuoro                       | Roberto Deiana                                        | Palestra polivalente    | 15º posto Girone B           |
| Parma           | Parma                       | Petar Palazov                                         | Pala Del Bono           | 4º posto Girone B            |
| Secchia Rubiera | Rubiera (RE)                | Luca Galluccio                                        | PalaBursi               | 2º posto Girone B            |
| Casalgrande     | Casalgrande (RE)            | Fabrizio Fiumicelli                                   | PalaKeope               | 12º posto Girone B           |
| Tavarnelle      | Tavarnelle Val di Pesa (FI) | Matteo Pelacchi                                       | PalaFrancioli           | 10º posto Girone B           |
| Teramo          | Teramo                      | Marcello Fonti                                        | PalaBinchi              | 2º posto Girone C            |
| Verdeazzurro    | Sassari                     | Patrizia Canu                                         | PalaSantoru             | 5º posto Girone B            |

### Risultati
| Andata       | Andata | 1ª/14ª giornata               | Ritorno | Ritorno    |
|              |        |                               |         |            |
| 19 settembre | 32-18  | Verdeazzurro - Nuoro          | 26-33   | 30 gennaio |
| 19 settembre | 33-28  | Carpi - Casalgrande           | 31-27   | 30 gennaio |
| 19 settembre | 32-23  | Follonica - Ambra             | 22-32   | 30 gennaio |
| 19 settembre | 15-27  | Bologna Utd - Camerano        | 16-31   | 30 gennaio |
| 19 settembre | 19-32  | Chiaravalle - Secchia Rubiera | 18-19   | 30 gennaio |
| annullata    | 34-20  | Tavarnelle - Fiorentina       | -       | annullata  |
| 19 set.      | 26-15  | Teramo - Parma                | 23-29   | 30 gen.    |

| Andata       | Andata | 2ª/15ª giornata               | Ritorno | Ritorno   |
|              |        |                               |         |           |
| annullata    | 23-35  | Parma - Tavarnelle            | -       | annullata |
| 26 settembre | 26-19  | Secchia Rubiera - Bologna Utd | 28-21   | 6 feb.    |
| 26 settembre | 24-22  | Camerano - Follonica          | 18-25   | 6 feb.    |
| 26 settembre | 31-29  | Casalgrande - Verdeazzurro    | 36-40   | 6 feb.    |
| 26 settembre | 19-23  | Nuoro - Teramo                | 26-30   | 6 feb.    |
| annullata    | 26-24  | Fiorentina - Chiaravalle      | -       | annullata |
| 26 set.      | 19-35  | Ambra - Carpi                 | 22-38   | 6 feb.    |

| Andata    | Andata | 3ª/16ª giornata             | Ritorno | Ritorno     |
|           |        |                             |         |             |
| 3 ottobre | 24-22  | Carpi - Camerano            | 34-24   | 21 feb.     |
| 3 ottobre | 24-24  | Follonica - Secchia Rubiera | 21-29   | 20 feb.     |
| annullata | 22-28  | Bologna Utd - Fiorentina    | -       | annullata   |
| 3 ottobre | 27-30  | Ambra - Casalgrande         | 32-36   | 20 febbraio |
| 3 ottobre | 22-20  | Chiaravalle - Parma         | 26-25   | 20 febbraio |
| annullata | 32-19  | Tavarnelle - Nuoro          | -       | annullata   |
| 3 ottobre | 33-21  | Teramo - Verdeazzurro       | 32-36   | 20 feb.     |

| Andata     | Andata | 4ª/17ª giornata           | Ritorno | Ritorno   |
|            |        |                           |         |           |
| 10 ottobre | 26-25  | Parma - Bologna Utd       | 25-30   | 13 marzo  |
| 10 ottobre | 27-23  | Secchia Rubiera - Carpi   | 26-24   | 27 feb.   |
| annullata  | 30-33  | Verdeazzurro - Tavarnelle | -       | annullata |
| 10 ottobre | 27-16  | Camerano - Ambra          | 31-18   | 27 feb.   |
| 10 ottobre | 22-25  | Casalgrande - Teramo      | 30-29   | 27 feb.   |
| 10 ottobre | 24-28  | Nuoro - Chiaravalle       | 22-25   | 27 feb.   |
| annullata  | 26-28  | Fiorentina - Follonica    | -       | annullata |

| Andata     | Andata | 5ª/18ª giornata             | Ritorno | Ritorno   |
|            |        |                             |         |           |
| 17 ottobre | 29-24  | Camerano - Casalgrande      | 32-21   | 6 marzo   |
| annullata  | 40-31  | Carpi - Fiorentina          | -       | annullata |
| 17 ottobre | 37-28  | Follonica - Parma           | 28-27   | 6 marzo   |
| 17 ottobre | 22-23  | Bologna Utd - Nuoro         | 32-28   | 19 maggio |
| 17 ottobre | 17-38  | Ambra - Secchia Rubiera     | 26-41   | 6 marzo   |
| 17 ottobre | 22-19  | Chiaravalle - Veredeazzurro | 24-33   | 6 marzo   |
| annullata  | 23-23  | Tavarnelle - Teramo         | -       | annullata |

| Andata     | Andata | 6ª/19ª giornata            | Ritorno | Ritorno   |
|            |        |                            |         |           |
| 24 ottobre | 20-13  | Teramo - Chiaravalle       | 18-18   | 21 marzo  |
| 24 ottobre | 20-20  | Secchia Rubiera - Camerano | 21-19   | 21 marzo  |
| 24 ottobre | 40-31  | Verdeazzurro - Bologna Utd | 31-34   | 20 marzo  |
| annullata  | 30-29  | Casalgrande - Tavarnelle   | -       | annullata |
| 24 ottobre | 21-25  | Nuoro - Follonica          | 26-32   | 2 maggio  |
| annullata  | -      | Fiorentina - Ambra         | -       | annullata |
| 2 dic.     | 16-35  | Parma - Carpi              | 21-27   | 20 marzo  |

| Andata     | Andata | 7ª/20ª giornata               | Ritorno | Ritorno   |
|            |        |                               |         |           |
| 31 ottobre | 32-20  | Secchia Rubiera - Casalgrande | 36-23   | 27 marzo  |
| annullata  | -      | Camerano - Fiorentina         | -       | annullata |
| 5 dic.     | 30-21  | Carpi - Nuoro                 | 33-23   | 5 maggio  |
| 14 dic.    | 30-29  | Follonica - Verdeazzurro      | 32-33   | 27 marzo  |
| 31 ottobre | 23-35  | Bologna Utd - Teramo          | 27-33   | 27 marzo  |
| 31 ottobre | 28-31  | Ambra - Parma                 | 39-36   | 27 marzo  |
| annullata  | 25-33  | Chiaravalle - Tavarnelle      | -       | annullata |

| Andata      | Andata | 8ª/21ª giornata              | Ritorno | Ritorno   |
|             |        |                              |         |           |
| 14 novembre | 21-28  | Parma – Camerano             | 17-31   | 3 aprile  |
| 14 novembre | 26-33  | Verdeazzurro - Carpi         | 33-43   | 3 aprile  |
| 27 dic.     | 31-30  | Casalgrande - Chiaravalle    | 29-30   | 3 aprile  |
| 14 nov.     | 28-22  | Nuoro - Ambra                | 20-41   | 24 aprile |
| annullata   | 15-49  | Fiorentina - Secchia Rubiera | -       | annullata |
| annullata   | 37-26  | Tavarnelle - Bologna Utd     | -       | annullata |
| 23 dic.     | 27-23  | Teramo - Follonica           | 25-23   | 3 aprile  |

| Andata    | Andata | 9ª/22ª giornata           | Ritorno | Ritorno   |
|           |        |                           |         |           |
| 3 feb.    | 40-19  | Secchia Rubiera - Parma   | 38-19   | 10 aprile |
| 9 gen.    | 43-27  | Camerano - Nuoro          | 33-26   | 12 maggio |
| 9 gen.    | 26-23  | Carpi - Teramo            | 25-21   | 10 aprile |
| annullata | -      | Follonica - Tavarnelle    | -       | annullata |
| 9 gen.    | 16-22  | Bologna Utd - Chiaravalle | 27-23   | 11 aprile |
| 9 gen.    | 32-39  | Ambra - Verdeazzurro      | 37-48   | 10 aprile |
| annullata | -      | Casalgrande-Fiorentina    | -       | annullata |

| Andata     | Andata | 10ª/23ª giornata          | Ritorno | Ritorno   |
|            |        |                           |         |           |
| 16 gennaio | 18-23  | Chiaravalle - Follonica   | 17-23   | 17 aprile |
| 16 gennaio | 22-34  | Verdeazzurro - Camerano   | 26-28   | 18 aprile |
| 16 gennaio | 29-15  | Casalgrande - Bologna Utd | 31-24   | 17 aprile |
| 13 feb.    | 19-29  | Nuoro - Secchia Rubiera   | 12-31   | 1 maggio  |
| 16 gen.    | 31-24  | Teramo - Ambra            | 25-27   | 17 aprile |
| annullata  | -      | Tavarnelle - Carpi        | -       | annullata |
| annullata  | -      | Fiorentina-Parma          | -       | annullata |

| Andata     | Andata | 11ª/24ª giornata               | Ritorno | Ritorno   |
|            |        |                                |         |           |
| 23 gen.    | 25-33  | Parma - Casalgrande            | 31-35   | 24 aprile |
| 31 marzo   | 38-15  | Secchia Rubiera - Verdeazzurro | 37-34   | 24 aprile |
| 24 gen.    | 25-22  | Camerano – Teramo              | 24-27   | 24 aprile |
| 23 gennaio | 32-18  | Carpi - Chiaravalle            | 33-23   | 25 aprile |
| 23 gennaio | 28-22  | Follonica - Bologna Utd        | 28-28   | 24 aprile |
| annullata  | -      | Ambra - Tavarnelle             | -       | annullata |
| annullata  | -      | Nuoro-Fiorentina               | -       | annullata |

| Andata      | Andata | 12ª/25ª giornata         | Ritorno | Ritorno   |
|             |        |                          |         |           |
| 10 feb.     | 21-24  | Teramo - Secchia Rubiera | 24-27   | 8 maggio  |
| 12 dicembre | 30-26  | Follonica - Casalgrande  | 31-28   | 8 maggio  |
| 12 dicembre | 24-26  | Nuoro - Parma            | 24-35   | 8 maggio  |
| 12 dicembre | 20-33  | Bologna Utd - Carpi      | 23-35   | 8 maggio  |
| 12 dicembre | 19-23  | Chiaravalle - Ambra      | 27-28   | 8 maggio  |
| annullata   | 21-22  | Tavarnelle - Camerano    | -       | annullata |
| annullata   | -      | Fiorentina-Verdeazzurro  | -       | annullata |

| Andata      | Andata | 13ª/26ª giornata             | Ritorno | Ritorno   |
|             |        |                              |         |           |
| 19 dicembre | 31-27  | Parma - Verdeazzurro         | 27-34   | 15 maggio |
| annullata   | 36-29  | Secchia Rubiera - Tavarnelle | -       | annullata |
| 19 dicembre | 25-16  | Camerano - Chiarvalle        | 21-25   | 16 maggio |
| 19 dicembre | 31-19  | Carpi - Follonica            | 27-26   | 15 maggio |
| 19 dicembre | 27-23  | Casalgrande - Nuoro          | 30-26   | 15 maggio |
| 19 dicembre | 25-22  | Ambra - Bologna Utd          | 28-28   | 15 maggio |
| annullata   | -      | Teramo-Fiorentina            | -       | annullata |

### Classifica
|  | Pos. | Squadra         | Pt | G  | V  | N | S  | GF  | GS  | D    | Note          |
|  | ---- | --------------- | -- | -- | -- | - | -- | --- | --- | ---- | ------------- |
|  | 1.   | Secchia Rubiera | 42 | 22 | 20 | 2 | 0  | 673 | 457 | +216 | Playoff       |
|  | 2.   | Carpi           | 40 | 22 | 20 | 0 | 2  | 685 | 508 | +177 | Playoff       |
|  | 3.   | Camerano        | 31 | 22 | 15 | 1 | 6  | 596 | 485 | +112 |               |
|  | 4.   | Teramo          | 27 | 22 | 13 | 1 | 8  | 579 | 521 | +58  |               |
|  | 5.   | Follonica       | 26 | 22 | 12 | 2 | 8  | 584 | 563 | +21  |               |
|  | 6.   | Casalgrande     | 22 | 22 | 11 | 0 | 11 | 627 | 640 | -13  |               |
|  | 7.   | Verdeazzurro    | 20 | 22 | 10 | 0 | 12 | 680 | 689 | -9   |               |
|  | 8.   | Chiaravalle     | 17 | 22 | 8  | 1 | 13 | 483 | 543 | -60  |               |
|  | 9.   | Ambra           | 15 | 22 | 7  | 1 | 14 | 583 | 684 | -98  |               |
|  | 10.  | Bologna United  | 10 | 22 | 4  | 2 | 16 | 520 | 635 | -115 |               |
|  | 11.  | Parma           | 10 | 22 | 5  | 0 | 17 | 544 | 666 | -122 |               |
|  | 12.  | Nuoro           | 4  | 22 | 2  | 0 | 20 | 506 | 662 | -156 | Retrocessione |
|  | 13.  | Fiorentina      | 0  | 0  | 0  | 0 | 0  | 0   | 0   | +0   | Ritirata      |
|  | 14.  | Tavarnelle      | 0  | 0  | 0  | 0 | 0  | 0   | 0   | +0   | Ritirata      |

## Girone C

### Squadre partecipanti
| Squadra       | Città           | Allenatore                                       | Palasport                   | Stagione precedente          |
| ------------- | --------------- | ------------------------------------------------ | --------------------------- | ---------------------------- |
| Alcamo        | Alcamo (TP)     | Benedetto Randes                                 | Nuovo PalaVerga             | 7º posto Girone C            |
| Benevento     | Benevento       | Jakša Boglić                                     | Colle Sannita Sport Village | 6º posto Girone C            |
| CUS Palermo   | Palermo         | Ignazio Aragona                                  | PalaCUS                     | 3º posto Girone C            |
| Haenna        | Enna            | Luca Gimmulè                                     | Palasport comunale          | 1º posto in Serie B Girone H |
| Il Giovinetto | Petrosino (TP)  | Onofrio Fiorino (1ª-5ª) Milenko Kljajić (6ª-18ª) | Complesso polivalente       | 6º posto in Serie B Girone H |
| Lanzara       | Salerno         | Nikola Manojlović                                | PalaPalumbo                 | 1º posto in Serie B Girone G |
| Mascalucia    | Mascalucia (CT) | Salvatore Cardaci (1ª-6ª) Nunzio Mineo (7ª-18ª)  | PalaWagner                  | 5º posto Girone C            |
| Messina       | Messina         | Tommaso D'Arrigo                                 | PalaMili                    | 7º posto in Serie B Girone H |
| Noci          | Noci (BA)       | Pasquale Maione                                  | Pala De Luca                | 4º posto Girone C            |
| Ragusa        | Ragusa          | Mario Gulino                                     | Palestra "G. Parisi"        | 5º posto in Serie B Girone H |

### Risultati
| Andata     | Andata | 1ª/10ª giornata           | Ritorno | Ritorno     |
|            |        |                           |         |             |
| 10 ottobre | 33-24  | Benevento - Il Giovinetto | 37-32   | 20 febbraio |
| 10 ottobre | 29-25  | Noci - CUS Palermo        | 33-27   | 20 febbraio |
| 10 ottobre | 41-19  | Lanzara - Messina         | 26-18   | 3 aprile    |
| 28 ottobre | 28-30  | Alcamo - Mascalucia       | 28-28   | 20 feb.     |
| 10 ottobre | 26-23  | Ragusa - Haenna           | 22-31   | 20 feb.     |

| Andata     | Andata | 2ª/11ª giornata         | Ritorno | Ritorno     |
|            |        |                         |         |             |
| 17 ottobre | 24-25  | CUS Palermo - Benevento | 25-25   | 27 febbraio |
| 17 ottobre | 32-21  | Mascalucia - Ragusa     | 29-26   | 27 febbraio |
| 17 ottobre | 19-30  | Messina - Alcamo        | 31-27   | 27 febbraio |
| 17 ottobre | 24-30  | Il Giovinetto - Lanzara | 25-33   | 1 mag.      |
| 17 ottobre | 23-30  | Haenna - Noci           | 21-29   | 27 feb.     |

| Andata     | Andata | 3ª/12ª giornata         | Ritorno | Ritorno  |
|            |        |                         |         |          |
| 24 ottobre | 31-26  | Benevento - Haenna      | 16-28   | 20 marzo |
| 24 ottobre | 36-27  | Noci - Mascalucia       | 24-31   | 3 aprile |
| 24 ottobre | 32-27  | Lanzara - CUS Palermo   | 22-22   | 20 marzo |
| 8 nov.     | 33-31  | Il Giovinetto - Messina | 28-28   | 20 marzo |
| 24 ottobre | 27-28  | Ragusa - Alcamo         | 27-23   | 20 marzo |

| Andata     | Andata | 4ª/13ª giornata             | Ritorno | Ritorno  |
|            |        |                             |         |          |
| 31 ottobre | 27-23  | CUS Palermo - Il Giovinetto | 26-26   | 28 marzo |
| 31 ottobre | 22-29  | Alcamo - Noci               | 19-37   | 27 marzo |
| 31 ottobre | 37-29  | Mascalucia - Benevento      | 24-29   | 27 marzo |
| 31 ottobre | 26-28  | Messina - Ragusa            | 21-32   | 27 marzo |
| 31 ottobre | 28-29  | Haenna - Lanzara            | 23-29   | 27 marzo |

| Andata      | Andata | 5ª/14ª giornata        | Ritorno | Ritorno   |
|             |        |                        |         |           |
| 14 novembre | 25-21  | Benevento - Alcamo     | 27-21   | 10 aprile |
| 14 novembre | 35-15  | Noci - Ragusa          | 29-29   | 10 aprile |
| 14 novembre | 31-18  | CUS Palermo - Messina  | 30-23   | 10 aprile |
| 14 novembre | 34-25  | Lanzara - Mascalucia   | 28-31   | 10 aprile |
| 14 novembre | 34-27  | Il Giovinetto - Haenna | 32-29   | 10 aprile |

| Andata     | Andata | 6ª/15ª giornata            | Ritorno | Ritorno   |
|            |        |                            |         |           |
| 16 gennaio | 24-33  | Alcamo - Lanzara           | 23-37   | 17 aprile |
| 16 gennaio | 32-33  | Mascalucia - Il Giovinetto | 30-28   | 18 aprile |
| 16 gennaio | 18-28  | Messina - Noci             | 16-40   | 17 aprile |
| 16 gennaio | 33-33  | Haenna - CUS Palermo       | 27-22   | 17 aprile |
| 16 gennaio | 30-31  | Ragusa - Benevento         | 13-39   | 17 aprile |

| Andata     | Andata | 7ª/16ª giornata          | Ritorno | Ritorno   |
|            |        |                          |         |           |
| 23 gennaio | 21-25  | Benevento - Noci         | 27-29   | 24 aprile |
| 23 gennaio | 37-27  | CUS Palermo – Mascalucia | 27-32   | 24 aprile |
| 23 gennaio | 32-26  | Lanzara - Raugusa        | 30-24   | 24 aprile |
| 23 gennaio | 30-27  | Il Giovinetto - Alcamo   | 23-29   | 24 aprile |
| 23 gennaio | 25-24  | Haenna - Messina         | 31-17   | 24 aprile |

| Andata     | Andata | 8ª/17ª giornata        | Ritorno | Ritorno  |
|            |        |                        |         |          |
| 30 gennaio | 31-24  | Benevento – Messina    | 30-25   | 8 maggio |
| 30 gennaio | 30-15  | Noci - Lanzara         | 33-25   | 8 maggio |
| 30 gennaio | 27-33  | Alcamo - CUS Palermo   | 27-31   | 8 maggio |
| 30 gennaio | 32-27  | Mascalucia - Haenna    | 27-24   | 8 maggio |
| 30 gennaio | 36-26  | Ragusa - Il Giovinetto | 30-30   | 9 maggio |

| Andata     | Andata | 9ª/18ª giornata      | Ritorno | Ritorno   |
|            |        |                      |         |           |
| 6 febbraio | 23-27  | Il Giovinetto- Noci  | 21-47   | 15 maggio |
| 6 febbraio | 37-30  | CUS Palermo – Ragusa | 34-33   | 15 maggio |
| 20 aprile  | 31-30  | Lanzara - Benevento  | 19-27   | 15 maggio |
| 6 febbraio | 29-29  | Messina - Mascalucia | -26-31  | 15 maggio |
| 6 febbraio | 23-17  | Haenna - Alcamo      | 26-26   | 15 maggio |

### Classifica
|  | Pos. | Squadra       | Pt | G  | V  | N | S  | GF  | GS  | D    | Note          |
|  | ---- | ------------- | -- | -- | -- | - | -- | --- | --- | ---- | ------------- |
|  | 1.   | Noci          | 35 | 18 | 17 | 1 | 0  | 577 | 398 | +179 | Playoff       |
|  | 2.   | Lanzara       | 27 | 18 | 13 | 1 | 4  | 526 | 459 | +67  | Playoff       |
|  | 3.   | Benevento     | 25 | 18 | 12 | 1 | 5  | 513 | 458 | +55  |               |
|  | 4.   | Mascalucia    | 22 | 18 | 10 | 2 | 6  | 527 | 521 | +6   |               |
|  | 5.   | CUS Palermo   | 20 | 18 | 8  | 4 | 6  | 518 | 492 | +26  |               |
|  | 6.   | Haenna        | 14 | 18 | 6  | 2 | 10 | 475 | 476 | -1   |               |
|  | 7.   | Il Giovinetto | 13 | 18 | 5  | 3 | 10 | 495 | 559 | -64  |               |
|  | 8.   | Ragusa        | 12 | 18 | 5  | 2 | 11 | 475 | 536 | -61  |               |
|  | 9.   | Alcamo        | 8  | 18 | 3  | 2 | 13 | 447 | 516 | -69  | Retrocessione |
|  | 10.  | Messina       | 4  | 18 | 1  | 2 | 15 | 413 | 551 | -137 | Retrocessione |

## Playoff

### Formula
I playoff si sono tenuti in sede unica al Centro Tecnico federale di Chieti, dal 26 al 30 maggio 2021. 
Le squadre vengono suddivise in due gironi all’italiana a tre squadre ciascuno, con successive semifinali incrociate e finale 1º-2º posto. I sorteggi per la composizione dei giorni sono stati effettuati il 17 maggio a Roma.

### Squadre qualificate
| Girone A | Girone B        | Girone C |
| -------- | --------------- | -------- |
| Malo     | Secchia Rubiera | Noci     |
| Torri    | Carpi           | Lanzara  |

### Girone A

#### Risultati
| Arbitro: | Bazzanella, Stilo |

|         |           |               |
| Balbo 6 | Marcatori | 3 giocatori 5 |

| Arbitro: | Anastasio, Zappaterreno |

|            |           |            |
| D'Angelo 8 | Marcatori | V. Laera 7 |

| Arbitro: | Prandi, Ambrosetti |

|            |           |               |
| V. Laera 6 | Marcatori | 3 giocatori 4 |

#### Classifica
|  | Pos. | Squadra | Pt | G | V | N | S | GF | GS | D   | Note       |
|  | ---- | ------- | -- | - | - | - | - | -- | -- | --- | ---------- |
|  | 1.   | Torri   | 4  | 2 | 2 | 0 | 0 | 48 | 44 | +4  | Semifinale |
|  | 2.   | Carpi   | 2  | 2 | 1 | 0 | 1 | 55 | 46 | +9  | Semifinale |
|  | 3.   | Noci    | 0  | 2 | 0 | 0 | 2 | 45 | 58 | -13 |            |

### Girone B

#### Risultati
| Arbitro: | Anastasio-Zappaterreno |

|               |           |              |
| Manojlović 11 | Marcatori | Giovanardi 9 |

| Arbitro: | Prandi, Ambrosetti |

|                    |           |                    |
| Santilli, Strada 7 | Marcatori | Grotto, Ninčević 7 |

| Arbitro: | Bazzanella, Stilo |

|               |           |               |
| 4 giocatori 5 | Marcatori | Manojlović 11 |

#### Classifica
|  | Pos. | Squadra         | Pt | G | V | N | S | GF | GS | D   | Note       |
|  | ---- | --------------- | -- | - | - | - | - | -- | -- | --- | ---------- |
|  | 1.   | Malo            | 4  | 2 | 2 | 0 | 0 | 52 | 48 | +4  | Semifinale |
|  | 2.   | Secchia Rubiera | 2  | 2 | 1 | 0 | 1 | 60 | 52 | +8  | Semifinale |
|  | 3.   | Lanzara         | 0  | 2 | 0 | 0 | 2 | 45 | 57 | -12 |            |

### Semifinali
| Arbitro: | Fato, Guarini |

|           |           |            |
| Zoboli 11 | Marcatori | Santilli 7 |

| Arbitro: | Dionisi, Maccarone |

|         |           |                      |
| Rossi 6 | Marcatori | D'Angelo, Pieracci 6 |

### Finale
| Arbitro: | Anastasio, Zappaterreno |

|         |           |            |
| Garau 8 | Marcatori | Serafini 6 |